# Fulbourn
Fulbourn è un paese di 4 704 abitanti della contea del Cambridgeshire, in Inghilterra.